# Shivon Zilis
Shivon Alice Zilis (nascida em 8 de fevereiro de 1986) é uma investidora de risco canadense que trabalha nas áreas de tecnologia e inteligência artificial.

## Infância e educação
Shivon Alice Zilis nasceu em Markham, Ontário, Canadá, em 8 de fevereiro de 1986, filha de Sharda, uma indiana da etnia punjabi, e Richard, um canadense caucasiano. Zilis se formou no ensino médio na Markham's Unionville. Ela estudou na Universidade de Yale e se formou em 2008 em economia e filosofia. Jogou no time de hóquei no gelo de Yale como goleira e é a líder de todos os tempos da escola na média de gols sofridos.

## Carreira
Depois de se formar em Yale, Zilis começou sua carreira na IBM em Nova Iorque, trabalhando em fintechs de países em desenvolvimento, especialmente no Peru e na Indonésia. De 2012 a 2018, ela foi uma das investidoras fundadoras e sócia da Bloomberg Beta, financiada pela Bloomberg L.P., utilizando o que ela chama de "inteligência de máquina". Foi indicada ao LinkedIn's 35 Under 35. Em 2015, Zilis foi incluída na lista Forbes 30 Under 30 na categoria de capital de risco. Zilis atua como diretora de operações e projetos especiais na Neuralink e reporta-se diretamente a Elon Musk. Zilis conheceu Musk por meio de seu trabalho sem fins lucrativos na OpenAI, da qual foi membro do conselho até 2023. De 2017 a 2019, ela atuou como diretora de projeto da equipe de design de chip e produtos Autopilot da Tesla, Inc.

## Vida pessoal
Em julho de 2022, foi descoberto através de documentos judiciais do condado de Travis, no Texas, que Zilis teve gêmeos com Elon Musk, os quais nasceram em novembro de 2021. Os executivos alegaram que nasceram por fertilização in vitro (FIV). Ela declarou em 2020 que Musk é a pessoa que ela mais admira, apesar das críticas a ele. De acordo com documentos judiciais para registrar os nomes dos gêmeos, Musk e Zilis informaram o mesmo endereço em Austin. Em setembro de 2023, o biógrafo de Musk, Walter Isaacson, confirmou os nomes, um filho chamado Strider e uma filha chamada Azure. Em 28 de fevereiro de 2025, Zilis anunciou o nascimento de seu quarto filho, um filho concebido por fertilização in vitro com Musk.